# Emiliano García
Emiliano García  (Montevideo, Uruguay, 26 de noviembre de 1989) es un futbolista uruguayo. Juega de defensa. Juega en el Montevideo Wanderers de la Primera División de Uruguay.

## Trayectoria
Comenzó su carrera como futbolista en las divisiones inferiores de Cerro, donde en la temporada 2009/10 subió al primer equipo.  
El 9 de agosto de 2012 paso al Nacional de la Primera División de Portugal. El 25 de febrero de 2013, sin haber disputar ni un solo partido en su estadía de seis meses en el fútbol portugués, retorna otra vez al fútbol de Uruguay para firmar con Boston River de la Segunda División. En Boston River consigue hacerse con la titularidad en la zaga central y disputa la gran mayoría de los partidos.  
El 8 de agosto de 2014 firma contrato con Rampla Juniors, para disputar la máxima división del fútbol uruguayo. En Rampla Jrs disputa la totalidad de los partidos del Torneo Apertura de la Primera División como titular.  
El 2 de febrero de 2015 se desvincula de Rampla Juniors para sumarse a las filas de Colón de la Primera División de Argentina, regresando al conjunto picapiedra en la temporada siguiente.  
El 5 de julio de 2017 se incorpora al Guayaquil City del Campeonato Ecuatoriano de Fútbol. A finales del 2019 descendió de categoría con Fuerza Amarilla. Para el 2020 García continuará su carrera en el Cobreloa de la Primera B de Chile. 

## Estadísticas
| Club                     | Div.                | Temporada           | Liga  | Liga  | Copas nacionales | Copas nacionales | Torneos internacionales | Torneos internacionales | Total | Total |
| Club                     | Div.                | Temporada           | Part. | Goles | Part.            | Goles            | Part.                   | Goles                   | Part. | Goles |
| ------------------------ | ------------------- | ------------------- | ----- | ----- | ---------------- | ---------------- | ----------------------- | ----------------------- | ----- | ----- |
| Cerro · Uruguay          | 1.ª                 | 2009-10             | 7     | 0     | —                | —                | —                       | —                       | 7     | 0     |
| Cerro · Uruguay          | 1.ª                 | 2010-11             | 15    | 2     | —                | —                | —                       | —                       | 15    | 2     |
| Cerro · Uruguay          | 1.ª                 | 2011-12             | 5     | 0     | —                | —                | —                       | —                       | 5     | 0     |
| Cerro · Uruguay          | Total               | Total               | 27    | 2     | 0                | 0                | 0                       | 0                       | 27    | 2     |
| Nacional Portugal        | 1.ª                 | 2012-13             | 0     | 0     | —                | —                | —                       | —                       | 0     | 0     |
| Nacional Portugal        | Total               | Total               | 0     | 0     | 0                | 0                | 0                       | 0                       | 0     | 0     |
| Boston River · Uruguay   | 2.ª                 | 2013-14             | 26    | 1     | —                | —                | —                       | —                       | 26    | 1     |
| Boston River · Uruguay   | Total               | Total               | 26    | 1     | 0                | 0                | 0                       | 0                       | 26    | 1     |
| Rampla Juniors · Uruguay | 1.ª                 | 2014-15             | 14    | 0     | —                | —                | —                       | —                       | 14    | 0     |
| Rampla Juniors · Uruguay | Total               | Total               | 14    | 0     | 0                | 0                | 0                       | 0                       | 14    | 0     |
| Colón Argentina          | 1.ª                 | 2015                | 1     | 0     | —                | —                | —                       | —                       | 1     | 0     |
| Colón Argentina          | 1.ª                 | 2016                | 0     | 0     | —                | —                | —                       | —                       | 0     | 0     |
| Colón Argentina          | Total               | Total               | 1     | 0     | 0                | 0                | 0                       | 0                       | 1     | 0     |
| Rampla Juniors · Uruguay | 1.ª                 | 2016-17             | 26    | 3     | —                | —                | —                       | —                       | 26    | 3     |
| Rampla Juniors · Uruguay | Total               | Total               | 26    | 3     | 0                | 0                | 0                       | 0                       | 0     | 0     |
| Guayaquil City · Ecuador | 1.ª                 | 2017                | 3     | 0     | —                | —                | —                       | —                       | 3     | 0     |
| Guayaquil City · Ecuador | Total               | Total               | 3     | 0     | 0                | 0                | 0                       | 0                       | 0     | 0     |
| Total en su carrera      | Total en su carrera | Total en su carrera | 97    | 6     | 0                | 0                | 0                       | 0                       | 97    | 6     |
| 1.                       |                     |                     |       |       |                  |                  |                         |                         |       |       |